# Liste der denkmalgeschützten Objekte in Bolešiny
Grundlage dieser Liste der denkmalgeschützten Objekte in Bolešiny ist die ÚSKP-Liste (Ústřední seznam kulturních památek České republiky, deutsch Zentrale Liste der Kulturdenkmäler der Tschechischen Republik), die von der tschechischen Denkmalschutzbehörde NPÚ (Národní památkový ústav, deutsch Nationale Denkmalbehörde) seit 1987 geführt wird und an die seit dem Jahr 1850 geschaffenen Listen anschließt.

## Denkmalgeschützte Objekte nach Ortsteilen

### Bolešiny
| Lage                             | Objekt                  | Beschreibung | ÚSKP-Nr.                  | Bild                    |
| -------------------------------- | ----------------------- | --- | ------------------------- | ----------------------- |
| Bolešiny, Dorfplatz (Standort)   | Kapelle                 | Kleine achteckige Dorfkapelle mit einem Zeltdach mit einer Laterne aus der Zeit vor 1775.                           | 19962/4-2756 Info Katalog | Kapelle                 |
| Bolešiny, Bolešiny 13 (Standort) | Getreidespeicher Nr. 13 | Backsteingebäude – Getreidespeicher aus dem Ende des 19. Jahrhunderts, ungewöhnlich durch Ziegelleisten unterteilt. | 36227/4-2757 Info Katalog | Getreidespeicher Nr. 13 |

### Domažličky
| Lage                                | Objekt                 | Beschreibung | ÚSKP-Nr.                  | Bild                   |
| ----------------------------------- | ---------------------- | --- | ------------------------- | ---------------------- |
| Domažličky, Domažličky 6 (Standort) | Getreidespeicher Nr. 6 | Landwirtschaftliches Gebäude, kombiniert aus gemauerten, verputzten und gezimmerten Elementen, frühes 19. Jahrhundert. | 46817/4-2868 Info Katalog | Getreidespeicher Nr. 6 |

### Kroměždice
| Lage                             | Objekt                        | Beschreibung | ÚSKP-Nr.                  | Bild                          |
| -------------------------------- | ----------------------------- | --- | ------------------------- | ----------------------------- |
| Kroměždice, Dorfplatz (Standort) | Kapelle mit einem Gedenkkreuz | Kleine prismatische Kapelle mit abgewinkelten Ecken, mit pyramidenförmigem Dach mit polygonalem Glockenturm. Beispiel einer Dorfkapelle aus der Wende vom 18. zum 19. Jahrhundert. Vor der Kapelle ein gusseisernes Kreuz auf einem Granitsockel von 1852. | 32700/4-3074 Info Katalog | Kapelle mit einem Gedenkkreuz |

### Slavošovice (Bolešiny)
| Lage                                                                    | Objekt                               | Beschreibung | ÚSKP-Nr.                  | Bild           |
| ----------------------------------------------------------------------- | ------------------------------------ | --- | ------------------------- | -------------- |
| Slavošovice (Bolešiny), Dorfplatz (Standort)                            | Kapelle des Hl. Johannes von Nepomuk | Ensemble der Dorfkapelle mit Gedenkkreuz. Eine rechteckige Kapelle mit einem dreieckigen Chor, in der Breite der gesamten Eingangsfassade eine offene Halle auf vier Säulen, gekrönt mit einem dreieckigen Giebel. Empire Dorfkapelle aus dem ersten Drittel des 19. Jahrhunderts. | 29776/4-3288 Info Katalog | weitere Bilder |
| Slavošovice (Bolešiny), innerhalb der Umfassungsmauer Nr. 10 (Standort) | Kapellchen                           | Säulennischenkapelle, die mit der Umfassungsmauer verbunden ist. Ländliche Kapelle des lokalen Typs aus dem Ende des 18. Jahrhunderts. | 46298/4-3289 Info Katalog | Kapellchen     |